# 2738 Viracocha
2738 Viracocha eller 1940 EC är en asteroid i huvudbältet, som upptäcktes den 12 mars 1940 av den ungerska astronomen György Kulin i Budapest. Den har fått sitt namn efter guden Viracocha i Inkafolkets mytologi.